# Райтц, Георг Фридрих
Георг Фридрих Райтц (нем. Georg Friedrich Reitz; 18 января 1858, Альбрехтс, ныне в составе Зуля — 12 марта 1946, Бургдорф) — швейцарский дирижёр. Отец виолончелиста Фрица Райтца.
В 1872—1875 гг. учился в музыкальной школе в Зоннеберге, освоив игру на скрипке и духовых инструментах. В 1875 г. поступил кларнетистом в военный оркестр Второго пехотного полка германской армии, расквартированного в Дрездене, под руководством дирижёра Августа Тренклера. Одновременно совершенствовался как скрипач под руководством Феодора Дехерта (отца Хуго Дехерта) и занимался теорией музыки у Магнуса Бёме.
В 1878 г. недолгое время был концертмейстером курортного оркестра в Бад-Пирмонте. Затем в 1879 г. занял место концертмейстера в оркестре Юлиуса Лангенбаха, выступавшем в Павловском вокзале, в конце сезона вместе оркестром вернулся в Германию. Снова работал в курортных оркестрах в Бад-Пирмонте, Монтрё, Киссингене.
В 1882 г. обосновался в Бургдорфе, заняв пост городского музикдиректора. Возглавлял полулюбительский городской оркестр и хоровой коллектив. Написал ряд маршей для духового оркестра, исполнявшихся по всей Швейцарии. В 1933 г. вышел на пенсию.